# Tipula rauschorum
Tipula rauschorum är en tvåvingeart som beskrevs av Günther Theischinger 1977. Tipula rauschorum ingår i släktet Tipula och familjen storharkrankar. Inga underarter finns listade i Catalogue of Life.